# Hans-Ulrich Buchholz
Hans-Ulrich Buchholz (* 1. November 1944 in Ostpreußen; † 9. August 2011 in Kroatien) war ein deutscher Ruderer.

## Biografie
Hans-Ulrich Buchholz wurde in Ostpreußen geboren, seine Mutter floh mit Ende des Zweiten Weltkriegs. Er belegte mit dem Deutschland-Achter bei den Europameisterschaften 1966 den sechsten Platz. Bei den Olympischen Sommerspielen 1972 in München wurde er zusammen mit Reinhard Wendemuth, Frithjof Henckel, Norbert Kindlmann, Wolfgang Hottenrott, Günter Petersmann, Bernd Truschinski, Winfried Ringwald und Steuermann Manfred Klein in der Achter-Regatta Fünfter. Beim Deutschen Meisterschaftsrudern konnte Buchholz jedoch nie eine Medaille gewinnen.
Hans-Ulrich Buchholz starb 2011 bei einem Segelausflug in Kroatien an einem Herzinfarkt.